# Vladyslav Bukhov
Vladyslav Serhiyovych Bukhov (ukrainien : Владислав Сергійович Бухов), né le 5 juillet 2002, est un nageur ukrainien spécialiste des épreuves de nage libre.

## Carrière sportive
En février 2024 à l'occasion des championnats du monde à Doha, Bukhov remporte à la surprise générale le titre mondial sur 50 m nage après avoir battu le record national de la distance lors des demi-finales.

## Palmarès

### Championnats du monde

#### Grand bassin
- Championnats du monde de natation 2024 à Doha 
  -  Médaille d'or du 50 m nage libre

#### Junior
- Championnats du monde juniors de natation 2019 à Budapest 
  -  Médaille d'or du 50 m nage libre